# علی سامره
علی سامره (زاده ۲ آذر ۱۳۵۶ در رفسنجان) بازیکن سابق فوتبال اهل ایران است. وی از بازیکنان اسبق استقلال به‌شمار می‌رود که با این تیم به یک قهرمانی در لیگ برتر، یک قهرمانی در جام حذفی و عنوان سومی مسابقات جام باشگاه‌های آسیا ۰۲–۲۰۰۱ رسیده است. علی سامره اولین لژیونر ایرانی است که توانسته است در خارج از کشور به عنوان آقای گلی دست پیدا کند. باشگاهی که سامره در آن آقای گل شده است، باشگاه الشعب شارجه در لیگ برتر فوتبال امارات است که بعدها با باشگاه شارجه امارات ادغام شده و نامش به شارجه تغییر پیدا کرد. سامره با هجده گل، با اندرسون، مهاجم برزیلی الوصل امارات به صورت مشترک آقای شد.
علاوه بر این در لیگ ایران سابقهٔ بازی در باشگاه‌های فجرسپاسی، مس کرمان، مس سرچشمه، مس رفسنجان و در لیگ امارات سابقهٔ بازی در الشعب امارات و عجمان امارات در کارنامه ورزشی خود دارد. سامره به دلیل سریع‌ترین گل‌زنی در ثانیه چهل و دوم بازی پنجاه و سوم شهرآورد استقلال و پرسپولیس در ورزشگاه یادگار امام تبریز در این زمینه رکوردار و ملقب به «علی ۳۰ ثانیه» و محبوب طرفداران استقلال می‌باشد. وی در دوران مربیگری در تیم امیدهای استقلال تهران نام چند بازیکن را ذکر کرده بود و برایشان آینده‌ای درخشان متصور می‌شد. اولین بازیکن صابر آدینا فوروارد و هافبک گلزن و خوش تکنیک گلستانی بود که با بدشانسی تحت عمل جراحی قرار گرفت و از فوتبال دور شد. دومین بازیکن مدنظر او هافبک چپ پا امید نورافکن بود که در حال حاضر در تیم سپاهان توپ می‌زند و همچنین محسن کریمی که در باشگاه باشگاه فوتبال نساجی مازندران مشغول بازی است.
سامره یکی از محبوب‌ترین مهاجمان تاریخ استقلال می‌باشد و در کل مدت حضور در این تیم ایران ۴۸ گل به ثمر رساند. در اولین سال حضور سامره در استقلال، هم تیمش قهرمان لیگ سراسری شد و هم خودش به مقام آقای گلی لیگ آزادگان دست یافت. همچنین علی سامره اولین لژیونر ایرانی بود که در لیگ امارات به مقام آقای گلی دست پیدا می‌کند. به طوری که طی ۸۵ بازی ۶۳ گل برای تیم‌های الشعب و عجمان به‌ثمر رساند.
اما علی سامره در تیم ملی بدشانس بود؛ چرا که اوج دوران فوتبالی او همزمان بود با حضور علی دایی، خداداد عزیزی و علی کریمی در تیم ملی که فرصت چندانی برای ارائه قابلیت‌های خود نیافت. او با تیم استقلال آقای گل فصل هم شد.

## افتخارات

### باشگاه فوتبال استقلال تهران
- قهرمان لیگ فوتبال ایران لیگ آزادگان ۸۰–۱۳۷۹
- آقای گل لیگ فوتبال ایران لیگ آزادگان ۸۰–۱۳۷۹ با ۱۴ گل
- آقای گل لیگ فوتبال امارات در فصل ۲۰۰۶-۲۰۰۷ با ۱۸ گل
- جام حذفی ۷۹–۱۳۷۸، ۸۱–۱۳۸۰
- جام باشگاه‌های آسیا ۰۲–۲۰۰۱ نیمه نهایی و کسب برنز

## انتقال به سری آ
علی سامره پس از درخشش در استقلال تهران در سال ۲۰۰۱–۲۰۰۲ به‌طور قرضی یک نیم فصل را به پروجا در سری آ ایتالیا به میدان رفت. او اولین بازیکن فوتبال ایرانی است که در لیگ کالچو بازی کرده است.

## خداحافظی
علی سامره، مهاجم سابق استقلال، مس کرمان و پروجای ایتالیا در ۳۶ سالگی و در تاریخ ۱۹ بهمن ۱۳۹۲ از دنیای فوتبال خداحافظی کرد. او فوتبال خود را در مس رفسنجان در ۱۶ سالگی آغاز کرد و بعد از ۲۰ سال با پیراهن همین تیم از دنیای فوتبال خداحافظی کرد.

## سرپرستی استقلال
در تاریخ ۱۴ تیر ۱۴۰۲ علی سامره را سید حجت کریمی برای سرپرستی باشگاه استقلال و جانشینی بیژن طاهری انتخاب کرد.